# Cantonul Rosheim
Cantonul Rosheim este un canton din arondismentul Molsheim, departamentul Bas-Rhin, regiunea Alsacia, Franța.

## Comune
- Bischoffsheim
- Bœrsch
- Grendelbruch
- Griesheim-près-Molsheim
- Mollkirch
- Ottrott
- Rosenwiller
- Rosheim (reședință)
- Saint-Nabor